# طوابع الجزائر 1976
يسجل هذا المقال الطوابع البريدية الجزائرية التي أصدرتها إدارة البريد في عام 1976.

## العموميات
تحمل الإصدارات عبارة « اَلْجُمهُورِيَّة اَلْجَزَائِرِيَّة اَلدِّيمُقرَاطِيَّة اَلشَّعبِيَّة » و« البريد » باللغة العربية. أما باللغة الفرنسية فهناك عبارتان هما « Algérie » والتي تعني الجزائر، بالإضافة إلى قيمة اسمية محددة بالدينار جزائري.

## قائمة الطوابع الصادرة
| 301 | [[ملف:\|180px]] | الشرشور القيمة الاسمية: 0٫50 دينار جزائري الكمية المطبوعة: 1٬000٬000 طابع بريد تاريخ الإصدار: 24 يناير 1976 تاريخ السحب: 31 مايو 1980 الطول: 23 مليمتر الارتفاع: 33 مليمتر التسنين: تثقيب 12 الرسام: الطابع: |  | الوصف يصور هذا الطابع البريدي طائر الشرشور أو عصفور النار ذو المنقار الأحمر (Lagonosticta senegala senegala)، وهو طائر صغير الحجم معروف بألوانه الزاهية، حيث يتميز الذكر بريشه الأحمر والبني ونقاط بيضاء على الجانبين. يظهر الطائر واقفا على سيقان نباتية رفيعة، في مشهد طبيعي يعكس بيئته الأصلية. يندرج هذا الطابع ضمن سلسلة الطوابع التي تحتفي بالحياة البرية والتنوع البيولوجي في الجزائر. |

| 302 | [[ملف:\|180px]] | طائر أم الحسن القيمة الاسمية: 1٫40 دينار جزائري الكمية المطبوعة: 1٬000٬000 طابع بريد تاريخ الإصدار: 24 يناير 1976 تاريخ السحب: 31 مايو 1980 الطول: 33 مليمتر الارتفاع: 23 مليمتر التسنين: تثقيب 12 الرسام: الطابع: |  | الوصف يبرز هذا الطابع البريدي طائر أم الحسن أو أخطب أرأس (Tchagra senegala cucullata)، وهو طائر ينتمي إلى فصيلة مالكونية، يتميز بمنقاره المقوس الحاد وخط أصفر مميز يمتد من منقاره حتى مؤخرة رأسه. ريشه يتدرج بين البني المحمر على الظهر والرمادي الفاتح على البطن، مما يمنحه مظهرا أنيقا ومموها في بيئته الطبيعية. |

| 303 | [[ملف:\|180px]] | طائر القَرقَف الأزرق - باروس كيروليوس ألترا مارينوس القيمة الاسمية: 0٫20 دينار جزائري الكمية المطبوعة: 1٬000٬000 طابع بريد تاريخ الإصدار: 24 يناير 1976 تاريخ السحب: 31 مايو 1980 الطول: 23 مليمتر الارتفاع: 33 مليمتر التسنين: تثقيب 12 الرسام: الطابع: |  | الوصف يعرض هذا الطابع البريدي القرقب الأزرق (Parus caeruleus ultramarinus)، أحد الطيور المغردة التي تعيش في شمال إفريقيا. يتميز هذا الطائر بريشه الأزرق اللافت، وشرائطه البيضاء والسوداء على الرأس، مع لمسات صفراء على الجوانب والبطن، مما يمنحه مظهرًا بديعًا ومحببا. يظهر الطابع الطائر متعلقا على غصن من القصب وسط خلفية نباتية خفيفة |

| 304 | [[ملف:\|180px]] | طائر قطا أسود البطن القيمة الاسمية: 2٫50 دينار جزائري الكمية المطبوعة: 1٬000٬000 طابع بريد تاريخ الإصدار: 24 يناير 1976 تاريخ السحب: 31 مايو 1980 الطول: 33 مليمتر الارتفاع: 32 مليمتر التسنين: تثقيب 12 الرسام: الطابع: |  | الوصف يمثل هذا الطابع البريدي طائر القطا الحر أو قطا أسود البطن (Pterocles orientalis)، وهو طائر صحراوي معروف بلونه المموه الذي يساعده على التواري في بيئته الجافة. يتميز الطائر بريش ذهبي وبني يغطي ظهره وأجنحته، مع بطن أسود وصدر رمادي، وعينين حادتين تعكسان فطنته في بيئته القاسية. في خلفية الطابع تظهر تضاريس صحراوية بألوان هادئة من الرمال والنباتات الجافة. |

| 305 | [[ملف:\|180px]] | تضامن مع جمهورية أنغولا الشعبية القيمة الاسمية: 0٫50 دينار جزائري الكمية المطبوعة: 1٬000٬000 طابع بريد تاريخ الإصدار: 21 فبراير 1976 تاريخ السحب: 31 مايو 1980 الطول: 22٫7 مليمتر الارتفاع: 38٫1 مليمتر التسنين: تثقيب 11½x11¾ الرسام: محمد إيسياخم الطابع: |  | الوصف يمثل هذا الطابع البريدي تعبيرا عن التضامن مع الجمهورية الشعبية الأنغولية، ويظهر عليه خريطة قارة إفريقيا بلون بني، تتوسطها خريطة أنغولا باللون الأسود، يعلوها علم أنغولا ذو اللونين الأحمر والأسود والنجمة الصفراء. في الزاوية اليسرى من الطابع، كتبت عبارة "تضامن مع الجمهورية الشعبية الأنغولية" باللغتين العربية والفرنسية. |

| 306 | [[ملف:\|180px]] | الذكرى المئوية لأول اتصال هاتفي القيمة الاسمية: 1٫40 دينار جزائري الكمية المطبوعة: 1٬000٬000 طابع بريد تاريخ الإصدار: 21 فبراير 1976 تاريخ السحب: 31 مايو 1980 الطول: 26 مليمتر الارتفاع: 36 مليمتر التسنين: تثقيب 13x½13 الرسام: الطابع: |  | الوصف يخلد هذا الطابع البريدي الذكرى المئوية لأول اتصال هاتفي بتاريخ 10 مارس 1876، ويظهر رسما لتقنية الاتصال القديمة في الأعلى، وهاتفا تقليديا في الأسفل، في تدرجات من اللونين الوردي والأزرق. تتوسطه العبارة "أول اتصال هاتفي" بالعربية، مع الترجمة الفرنسية في الأسفل "Première liaison téléphonique". |

| 307 | [[ملف:\|180px]] | تضامن مع الشعب الصحراوي القيمة الاسمية: 0٫50 دينار جزائري الكمية المطبوعة: 1٬000٬000 طابع بريد تاريخ الإصدار: 13 مارس 1976 تاريخ السحب: 31 مايو 1980 الطول: 31٫4 مليمتر الارتفاع: 38٫1 مليمتر التسنين: تثقيب 11½x13¾ الرسام: Ismaïl Samsom الطابع: |  | الوصف يصور هذا الطابع البريدي تضامن الجزائر مع الشعب الصحراوي، حيث يظهر طفل صحراوي يقف فوق خريطة الصحراء الغربية، إلى جانب علم الجمهورية العربية الصحراوية الديمقراطية. تتوسط الطابع عبارة "تضامن مع الشعب الصحراوي"، وتحتها الترجمة بالفرنسية "Solidarité avec le peuple sahraoui". |

| 308 | [[ملف:\|180px]] | يوم الطابع - ساعي البريد القيمة الاسمية: 1٫40 دينار جزائري الكمية المطبوعة: 1٬000٬000 طابع بريد تاريخ الإصدار: 20 مارس 1976 تاريخ السحب: 31 مايو 1980 الطول: 22٫7 مليمتر الارتفاع: 33 مليمتر التسنين: تثقيب 11½x11¾ الرسام: الطابع: |  | الوصف يخلد هذا الطابع البريدي يوم الطابع البريدي، حيث يصور ساعي بريد يرتدي زيه الرسمي وهو يقوم بتوزيع الرسائل داخل صناديق بريدية منزلية. |

| 309 | [[ملف:\|180px]] | السل: خطر يهدد الجميع القيمة الاسمية: 0٫50 دينار جزائري الكمية المطبوعة: 500٬000 طابع بريد تاريخ الإصدار: 24 أبريل 1976 تاريخ السحب: 31 مايو 1980 الطول: 37٫5 مليمتر الارتفاع: 30٫55 مليمتر التسنين: تثقيب 13½x14 الرسام: محمد تمام الطابع: |  | الوصف يبرز هذا الطابع البريدي أهمية التوعية بمرض السل من خلال عبارة "السل: خطر على الجميع". يظهر التصميم مجهرا يكبر بكتيريا السل، وإلى جانبه الصور الظلية لأشخاص، مما يرمز إلى أن المرض يهدد المجتمع بأكمله دون استثناء. |

| 310 | [[ملف:\|180px]] | سطيف - قالمة - خراطة - 0.50 دج القيمة الاسمية: 0٫50 دينار جزائري الكمية المطبوعة: 200٬000 طابع بريد تاريخ الإصدار: 22 مايو 1976 تاريخ السحب: 3 نوفمبر 1988 الطول: 17٫8 مليمتر الارتفاع: 22٫3 مليمتر التسنين: تثقيب 13 الرسام: محمد سعيد شريفي الطابع: |  | الوصف يخلد هذا الطابع البريدي الذكرى الثلاثين لأحداث 8 ماي 1945، التي شهدت مجازر مروعة في كل من سطيف، قالمة وخراطة. التصميم بسيط، حيث يبرز أسماء المدن الثلاثة التي أصبحت رموزا للتضحيات، مكتوبة بخط عربي تقليدي على خلفية برتقالية، بينما تظهر التواريخ (1945–1975) لتأكيد الطابع التذكاري. |

| 310أ | [[ملف:\|180px]] | سطيف - قالمة - خراطة - دفتر 6 طوابع × 0.50 دج القيمة الاسمية: 3 دينار جزائري الكمية المطبوعة: 200٬000 طابع بريد تاريخ الإصدار: 22 مايو 1976 تاريخ السحب: 3 نوفمبر 1988 الطول: 17٫8 مليمتر الارتفاع: 22٫3 مليمتر التسنين: تثقيب 13 الرسام: محمد سعيد شريفي الطابع: |  | الوصف يخلد هذا الشريط البريدي ذكرى المجازر الدامية التي ارتكبتها قوات الاستعمار الفرنسي في 8 ماي 1945 بكل من سطيف، قالمة وخراطة.يحتوي الشريط على ستة طوابع متطابقة بألوان زرقاء وبرتقالية، كتبت عليها أسماء المدن الثلاثة وتواريخ المجازر. |

| 310ب | [[ملف:\|180px]] | سطيف - قالمة - خراطة - دفتر 10 طوابع × 0.50 دج القيمة الاسمية: 5 دينار جزائري الكمية المطبوعة: 300٬000 طابع بريد تاريخ الإصدار: 22 مايو 1976 تاريخ السحب: 3 نوفمبر 1988 الطول: 17٫8 مليمتر الارتفاع: 22٫3 مليمتر التسنين: تثقيب 13 الرسام: محمد سعيد شريفي الطابع: |  | الوصف يظهر هذا الشريط البريدي المكون من عشر طوابع بقيمة 0.50 دينار جزائري للطابع الواحد، إحياء للذكرى الثلاثين لأحداث 8 ماي 1945، التي وقعت في كل من سطيف، قالمة وخراطة. قيمة الإصدار الإجمالية (5.00 دج). |

| 311 | [[ملف:\|180px]] | الرعي القيمة الاسمية: 0٫50 دينار جزائري الكمية المطبوعة: 500٬000 طابع بريد تاريخ الإصدار: 17 يونيو 1976 تاريخ السحب: 31 مايو 1980 الطول: 25٫6 مليمتر الارتفاع: 36٫2 مليمتر التسنين: تثقيب ¾11 الرسام: بشير يلس الطابع: |  | الوصف يبرز هذا الطابع البريدي صورة رأس كبش أولاد جلال ضخم يرمز إلى تربية المواشي، أحد القطاعات الحيوية في الاقتصاد الفلاحي الجزائري. تظهر خلفية الطابع مشهدا ريفيا يغمره ضوء الشمس الساطعة، مع معالم من البنية التحتية الريفية مثل برج هوائي ومبان قروية. صُمم الطابع بإطار زخرفي مستوحى من الفنون الإسلامية، ويظهر في الأعلى كلمة "الجزائر" بخط تقليدي، مع قيمة الطابع (0.50 دج) في الأسفل. يحمل الطابع توقيع الفنان بشير يلس. |

| 312 | [[ملف:\|180px]] | الميثاق الوطني القيمة الاسمية: 0٫50 دينار جزائري الكمية المطبوعة: 1٬000٬000 طابع بريد تاريخ الإصدار: 27 يونيو 1976 تاريخ السحب: 31 مايو 1980 الطول: 26 مليمتر الارتفاع: 37٫5 مليمتر التسنين: تثقيب 13½x13¾ الرسام: بشير يلس الطابع: |  | الوصف يخلد هذا الطابع البريدي الميثاق الوطني. يصور الطابع خريطة الجزائر يتوسطها مجموعة من الشباب والشابات يمثلون مختلف فئات المجتمع، وهم يرفعون مشعلا ملتهبا يرمز إلى الوحدة، العزم، والاستمرار في بناء الوطن. الطابع مزخرف بإطار تقليدي، ويبرز فيه اسم "الجزائر" بالأعلى وعبارة "الميثاق الوطني" أسفل الخريطة، إضافة إلى القيمة الاسمية للطابع (0.50 دج). |

| 313 | [[ملف:\|180px]] | تضامن مع الشعب الفلسطيني القيمة الاسمية: 0٫50 دينار جزائري الكمية المطبوعة: 1٬000٬000 طابع بريد تاريخ الإصدار: 10 يوليو 1976 تاريخ السحب: 31 مايو 1980 الطول: 22٫7 مليمتر الارتفاع: 33 مليمتر التسنين: تثقيب 11½x11¾ الرسام: الطابع: |  | الوصف يظهر هذا الطابع البريدي خريطة فلسطين التاريخية مغطاة بعلم فلسطين، وعبارة "تضامن مع الشعب الفلسطيني" مكتوبة بالعربية والفرنسية. يعكس التصميم الموقف الثابت للجزائر في دعم القضية الفلسطينية. |

| 314 | [[ملف:\|180px]] | المعرض التجاري الإفريقي الثاني القيمة الاسمية: 2 دينار جزائري الكمية المطبوعة: 500٬000 طابع بريد تاريخ الإصدار: 1 أكتوبر 1976 تاريخ السحب: 31 مايو 1980 الطول: 30 مليمتر الارتفاع: 44 مليمتر التسنين: تثقيب 11 الرسام: الطابع: |  | الوصف يخلد هذا الطابع البريدي المعرض التجاري الإفريقي الثاني الذي احتضنته مدينة الجزائر. يظهر على الطابع خريطة القارة الإفريقية بألوان دافئة متدرجة، إلى جانب شعارات باللغات العربية والفرنسية والإنجليزية تؤكد على الطابع الوحدة إفريقية للفعالية. |

| 315 | [[ملف:\|180px]] | الأعمى القيمة الاسمية: 1٫20 دينار جزائري الكمية المطبوعة: 500٬000 طابع بريد تاريخ الإصدار: 21 أكتوبر 1976 تاريخ السحب: 31 مايو 1980 الطول: 38٫98 مليمتر الارتفاع: 48٫59 مليمتر التسنين: تثقيب 14 الرسام: محمد تمام الطابع: |  | الوصف يبرز هذا الطابع البريدي جهود الدولة في إعادة إدماج المكفوفين في المجتمع. تصور الرسمة رجلا كفيفا يمارس نشاطا حرفيا يدويا، ما يعكس روح الكفاءة والإنتاج رغم الإعاقة البصرية. |

| 316 | [[ملف:\|180px]] | عجوز عمياء وأطفال القيمة الاسمية: 1٫40 دينار جزائري الكمية المطبوعة: 500٬000 طابع بريد تاريخ الإصدار: 21 أكتوبر 1976 تاريخ السحب: 31 مايو 1980 الطول: 48٫59 مليمتر الارتفاع: 38٫98 مليمتر التسنين: تثقيب 14 الرسام: الطابع: |  | الوصف هذا الطابع البريدي الجزائري يظهر لوحة فنية شهيرة للفنان المستشرق الفرنسي نصر الدين ديني، الذي عاش في الجزائر وتبنى الإسلام لاحقا. تجسد اللوحة مشهداً إنسانيا مؤثراً لامرأة مسنة ترافق طفلين، أحدهما أعمى، وسط طبيعة ريفية. |

| 317 | [[ملف:\|180px]] | الدستور القيمة الاسمية: 2 دينار جزائري الكمية المطبوعة: 1٬000٬000 طابع بريد تاريخ الإصدار: 19 نوفمبر 1976 تاريخ السحب: 31 مايو 1980 الطول: 48٫5 مليمتر الارتفاع: 33 مليمتر التسنين: تثقيب 11¼×11½ الرسام: محمد تمام الطابع: |  | الوصف يخلد هذا الطابع البريدي حدثا مهما في التاريخ السياسي للبلاد، وهو إصدار الدستور الجديد. يظهر في التصميم كتاب مفتوح كتب عليه "الدستور 1976"، محاط بزخرفة أندلسية مبهرة، تتوسطها الراية الوطنية في الأعلى. يحمل الطابع قيمة 2.00 دينار وقد صممه الفنان محمد تمام. |

| 318 | [[ملف:\|180px]] | السد الأخضر في ما قبل الصحراء القيمة الاسمية: 1٫40 دينار جزائري الكمية المطبوعة: 500٬000 طابع بريد تاريخ الإصدار: 25 نوفمبر 1976 تاريخ السحب: 31 مايو 1980 الطول: 25 مليمتر الارتفاع: 36٫5 مليمتر التسنين: تثقيب 12 الرسام: بشير يلس الطابع: |  | الوصف يصور هذا الطابع البريدي الجزائري مشروع السد الأخضر على أبواب الصحراء الذي أطلق كجهد وطني لمكافحة التصحر في المناطق شبه الصحراوية من الجزائر. يظهر في التصميم ثلاثة رجال يرتدون ملابس العمل، يغرسون الأشجار في أرض قاحلة، الطابع من تصميم بشير يلس ويحمل قيمة 1.40 دينار. |

| 319 | [[ملف:\|180px]] | انتخاب هواري بومدين القيمة الاسمية: 2 دينار جزائري الكمية المطبوعة: 1٬000٬000 طابع بريد تاريخ الإصدار: 16 ديسمبر 1976 تاريخ السحب: 31 مايو 1980 الطول: 38٫1 مليمتر الارتفاع: 48٫5 مليمتر التسنين: تثقيب 11¾x11½ الرسام: محمد تمام الطابع: |  | الوصف يخلد هذا الطابع البريدي حدث انتخاب الرئيس هواري بومدين رئيسا للجمهورية الجزائرية الديمقراطية الشعبية سنة 1976. يتوسط التصميم إطار زخرفي هندسي فاخر يبرز بيضة تتضمن النص المكتوب بخط عربي أنيق، تحيط به ألوان العلم الوطني في الأعلى. يحمل الطابع قيمة بريدية 2.00 دينار وهو من تصميم محمد تمام. |